# Удджайн (округ)
Удджайн (хинди उज्जैन जिला; англ. Ujjain) — округ в индийском штате Мадхья-Прадеш. Административный центр — город Удджайн. Площадь округа — 6091 км². По данным всеиндийской переписи 2001 года население округа составляло 1 710 982 человека. Уровень грамотности взрослого населения составлял 70,9 %, что выше среднеиндийского уровня (59,5 %). Доля городского населения составляла 38,7 %.